# 지쿠젠정
지쿠젠정(일본어: 筑前町)은 일본 후쿠오카현 아사쿠라군에 있는 정이다.

## 지리
후쿠오카현 중남부, 후쿠오카시에서 남동쪽으로 약 25km, 구루메시에서 북동쪽으로 약 20km 떨어진 곳에 위치한다. 정역 서부~서남부~남부는 지쿠고평야의 북단부에 해당해 비교적 평탄한 지형이며 이 평지에 주요 취락이 발달해 있다. 한편 동부~북동부~북부는 산지이다.
경제적으로는 후쿠오카 도시권에 속한다.

### 인접한 자치체
- 아사쿠라시
- 오고리시
- 지쿠시노시
- 이즈카시
- 가마시
- 미이군 다치아라이정

## 역사
- 1889년 4월 1일 - 정촌제 시행으로 미네촌·나카쓰야촌·야스노촌·오미와촌·구리타촌이 성립하였다.
- 1908년 3월 20일 - 아사쿠라군 미네촌·나카쓰야촌·야스노촌이 대등 합병해 야스촌이 성립하였다.
- 1908년 9월 1일 - 아사쿠라군 오미와촌·구리타촌이 대등 합병해 미와촌이 성립하였다.
- 1962년 4월 1일 - 야스촌·미와촌이 각각 정으로 승격해 야스정·미와정이 되었다.
- 2005년 3월 22일 - 야스정과 미와정이 대등 합병해 지쿠젠정이 성립하였다.

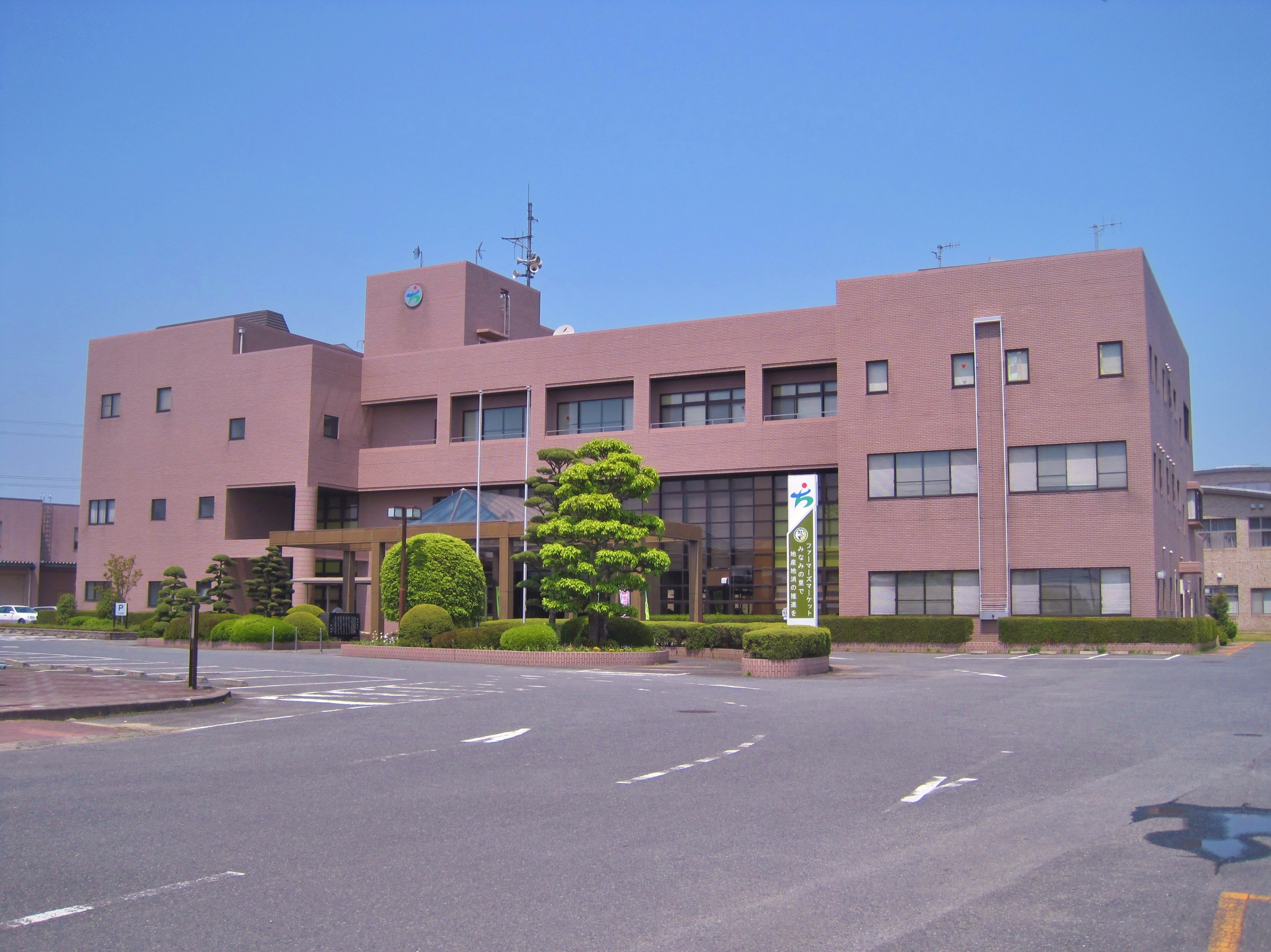
지쿠젠정 사무소

## 교통

### 철도
- 아마기 철도 아마기선
  - 야마구마역 - 다치아라이역 - 다카타역

### 도로
- 국도 제200호선
- 국도 제386호선
- 국도 제500호선
- 후쿠오카현도 제77호선